# 前磨头镇
前磨头镇，是中华人民共和国河北省衡水市深州市下辖的一个乡镇级行政单位。

## 行政区划
前磨头镇下辖以下地区：
阎斜庄村、解家村、吕家台村、东石村、韩家村、后王家村、贡家台村、祝家斜庄村、鲁家斜庄村、大王斜庄村、后斜庄村、魏家庄村、南马庄村、孟家庄村、单家村、北花盆村、白家村、南花盆村、虎头王村、许刘村、尹家村、桃园村、西石村、骆家村、后磨头村、前磨头村和王家庄村。